# Cardioglossa gratiosa
Cardioglossa gratiosa là một loài ếch thuộc họ Arthroleptidae.
Loài này có ở Cameroon, Guinea Xích Đạo, Gabon, có thể cả Cộng hòa Trung Phi, và có thể cả Cộng hòa Congo.
Môi trường sống tự nhiên của chúng là rừng ẩm vùng đất thấp nhiệt đới hoặc cận nhiệt đới, sông ngòi, đầm lầy, và rừng thoái hóa nghiêm trọng.
Chúng hiện đang bị đe dọa vì mất nơi sống.